# Hoplopleura ferrisi
Hoplopleura ferrisi är en insektsart som beskrevs av Cook och Beer 1959. Hoplopleura ferrisi ingår i släktet Hoplopleura och familjen gnagarlöss. Inga underarter finns listade i Catalogue of Life.